# 蛋白酪氨酸磷酸酶

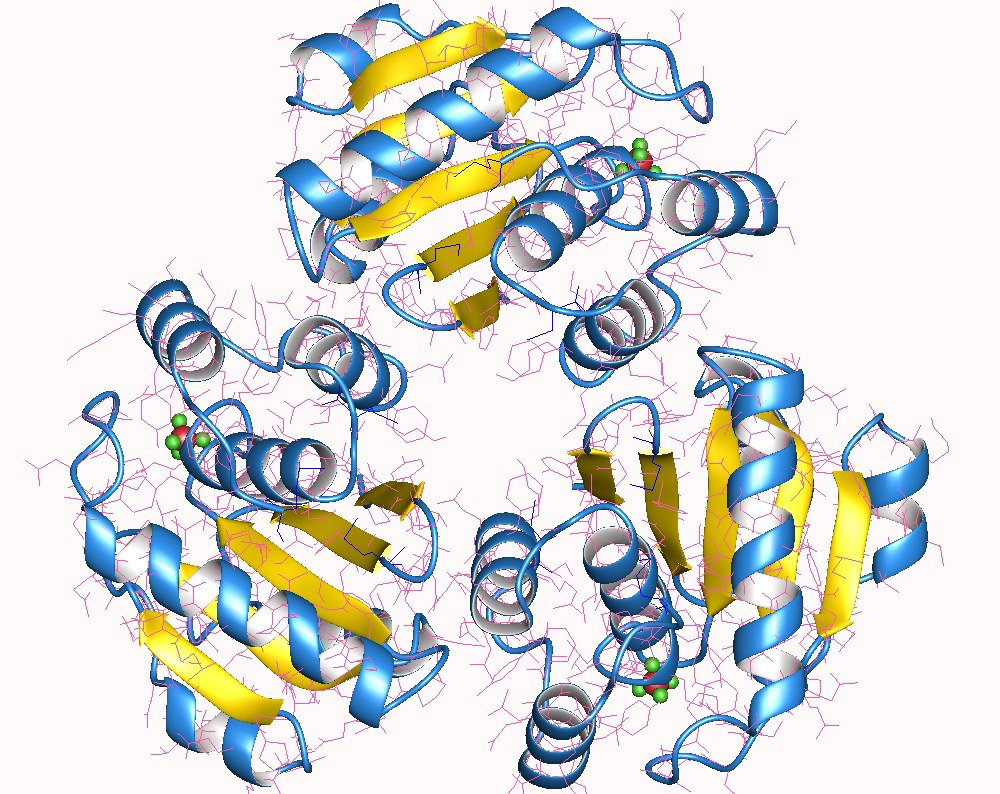
Protein tyrosine phosphatase 1, trimer, Human.

蛋白酪氨酸磷酸酶(protein tyrosine phosphatase)的功能是去除蛋白上磷酸化酪氨酸的磷脂基团。蛋白酪氨酸磷酸化是一个常见的翻译后修饰，能够产生新的用于蛋白相互作用以及调节细胞内分布的识别位点，能够影响蛋白的稳定性，也能够调控酶的活性。正因如此，维持一个合适的蛋白酪氨酸磷酸化程度对很多细胞功能都是至关重要的。酪氨酸专一的蛋白磷酸酶(PTPase; EC 3.1.3.48)催化脱去酪氨酸上的磷脂基团，整个过程通过一个半胱氨酸-磷脂中间体达成。这些酶在信号转导通路（比如MAP激酶通路）及细胞周期控制中是很关键的调控原件，它们在控制细胞生长、繁殖、分化以及转化中也很重要。 

## 功能
和酪氨酸激酶一道，蛋白酪氨酸磷酸酶调控很多重要信号分子的磷酸化状态，例如MAP激酶家族。
蛋白酪氨酸磷酸酶越来越被认为是信号传导通路中的一个重要组成部分，尽管相比于酪氨酸激酶来说对其的研究和理解还太少。
蛋白酪氨酸磷酸酶被认为能负责调节很多细胞过程，包括但不限于：
- 细胞生长
- 细胞分化
- 有丝分裂
- 癌变转化

## 外部連結
- PTP Summary and Relevant Publications （页面存档备份，存于） at Monash University
- 醫學主題詞表（MeSH）：Protein-Tyrosine-Phosphatase
- EC 3.1.3.48

Template:蛋白酪氨酸磷酸酶类
Template:胞内信号肽与蛋白